# Flavio Estrada Moreno
Flavio Antonio Estrada Moreno (Lima, 30 de diciembre de 1969) es un arqueólogo peruano. Es considerado uno de los pioneros en el campo de la arqueología forense en el Perú. Además, es un crítico de las teorías conspiracionistas asociadas a las momias tridáctilas de Nazca.

## Biografía
Nació en la ciudad de Lima el 30 de diciembre del 1969. Ingresó a la Universidad Nacional Mayor de San Marcos en la década de los 90, siendo tras su egreso docente de esta casa de estudios, enseñando el curso de Antropología Física. En el año 2003 funda, junto con otros colegas, el Equipo Forense Especializado del Ministerio Público. Aquí, se ha desempeñado principalmente en temática de arqueología forense. Ha participado en importantes excavaciones de casos de la Época del terrorismo en el Perú, destacándose la Masacre de Lucanamarca o la Matanza en los penales del Perú. En 2004, asume el cargo de arqueólogo en el Servicio de antropología forense de la Morgue Central de Lima. Aquí, ha laborado junto a profesionales forenses de alto nivel como  Roberto Parra y Danny Humpire (antropólogos) así como Luis Rueda Curimania y Jose Pablo Baraybar (arqueólogos).
Su aporte al campo de la antropología forense le ha permitido participar en la redacción de la «Guía Práctica para la Recuperación y Análisis de Restos Humanos», publicada en 2017.
En el 2022, obtuvo el grado de Magíster en Investigación y Docencia Universitaria por la Universidad Nacional del Callao, con su tesis titulada "Tipos de Organización en la Formación de los tipos de Sitios y Tipos de depósitos de restos humanos durante el conflicto armado interno en el Perú (1980-2000)".

## Momias "alienígenas"
Estrada se vio partícipe de un debate con el periodista y ufólogo mexicano Jaime Maussan, quien aseveraba que las momias tridáctilas de Nazca presuntamente alienígenas eran reales. Tras un estudio macroscópico y molecular efectuado por Estrada y otros colegas del Ministerio Público, se reveló que estas momias eran falsas, fabricadas a través de huesos de animales, papel, pegamento y otros restos humanos momificados de data prehispánica, alterados para su uso como elementos ufológicos
El 12 de enero del 2024, Estrada realizó una conferencia de prensa, explicando acerca de los bienes presuntamente "alienígenas" decomisados en octubre del 2023en el Aeropuerto Internacional Jorge Chávez. La exposición se llevó a cabo en la Sala de Exposiciones del Museo Nacional de Arqueología, Antropología e Historia del Perú. En esta exhibición expuso los resultados de los análisis realizados por el Ministerio Público. Según estos, los restos "ufológicos" eran restos armados con huesos animales y humanos provenientes de contextos arqueológicos disturbados en el departamento de Ica, además de elementos como papel, pegamento y una placa metálica. Al acabar la exposición, Estrada se dirigió al comunicador y difusor pseudocientífico Jois Mantilla como "el payaso de Maussan", lo cual derivaría en discusiones entre ambos en días posteriores. 

## Publicaciones
- Principios de Arqueología Forense (2012).
- Recuerdos clandestinos: De las luminosas trincheras de combate a los lugares de memoria de Sendero Luminoso en diversos cementerios del departamento de Lima (2015).
- Términos y conceptos para la descripción y caracterización de sitios y contextos con restos humanos y elementos asociados en arqueología forense (2017).
- Sexual dimorphism in juvenile skeletons and its real problem (2020).
- Anatomía de un fraude: el caso de las presuntas momias alienígenas humanoides tridáctilas de Nazca, Perú (2023).